# Kasper Roug
Kasper Roug (nascido em 6 de junho de 1979, em Nakskov) é um político dinamarquês, membro do Folketing pelo partido dos sociais-democratas. Ele foi eleito para o parlamento nas eleições legislativas dinamarquesas de 2019.

## Carreira política
Roug é membro do conselho municipal do município de Lolland desde 2018. Roug foi membro suplente do Folketing em duas ocasiões: de 3 de novembro de 2015 a 3 de junho de 2016 em substituição de Astrid Krag, e de 12 de março de 2018 a 31 de maio de 2018 em substituição de Rasmus Horn Langhoff. Em 2019, ele foi eleito para o parlamento, recebendo 5.249 votos pelos sociais-democratas.